# Psammogeton
Psammogeton es un género  de plantas herbáceas perteneciente a la familia de las apiáceas.    Comprende 16 especies descritas y de estas, 13 pendientes de ser aceptadas.< Se distribuyen  en las áreas secas del desierto de Irán, Asia Central, Afganistán, Pakistán y la India.

## Descripción
Son plantas anuales. Hojas 1-2-pinnadas. Las brácteas y bracteolas escariosas, blanquecinas, lineales a lanceoladas u ovaladas. Rayos 5-15. Dientes del cáliz obsoletos. Pétalos blancos o de color rosa, bilobulados. Fruto ovoide, densamente peludos para hispidos, con la semilla ligeramente cóncava.

## Taxonomía
El género fue descrito por Michael Pakenham Edgeworth y publicado en Proceedings of the Linnean Society of London 1: 253. 1845. La especie tipo es: Psammogeton biternatum Edgew.	

## Especies
A continuación se brinda un listado de las especies del género Psammogeton aceptadas hasta septiembre de 2012, ordenadas alfabéticamente. Para cada una se indica el nombre binomial seguido del autor, abreviado según las convenciones y usos.
- Psammogeton biternatum Edgew.
- Psammogeton brevisetum Boiss.
- Psammogeton cabulicus (Wagenitz) Nasir
- Psammogeton canescens (DC.) Vatke
- Psammogeton caramanicus Bornm.
- Psammogeton crinitum Boiss.
- Psammogeton flabellatus Bornm. & Gauba
- Psammogeton glabrum Bornm., Sint. & B.Fedtsch.
- Psammogeton kermanensis Bornm.
- Psammogeton lamondiae Engstrand & Rech.f.
- Psammogeton ranunculifolius (Boiss.) Engstrand
- Psammogeton registanicus Rech.f.
- Psammogeton stocksii (Boiss.) Nasir
- Psammogeton ternatus (Rech.f.) Engstrand